# Rodolphe de Brunswick-Wolfenbüttel
Rodolphe de Brunswick-Wolfenbüttel (né le 15 juin 1602 à Wolfenbüttel - † 13 juin 1616 à Tübingen) prince de la maison de Brunswick-Wolfenbüttel et sous le nom de  Rodolphe III. Administrateur luthérien de l'évêché de Halberstadt.

## Biographie
Rodolphe est un fils cadet du duc Henri-Jules de Brunswick-Wolfenbüttel et de sa seconde épouse Élisabeth, fille aînée du roi Frédéric II de Danemark.
Sous le nom de « Rodolphe II  » il est appelé en 1615 par le chapitre à prendre la succession comme administrateur protestant de la principauté épiscopale d'Halberstadt de son jeune frère Henri-Charles mort à l'âge de cinq ans. Au cours de sa brève administration diocèse les conflits liés à la présence de catholiques parmi les chanoines se sont apaisés. Rodolphe meurt deux jours avant son quatorzième anniversaire pendant qu'il faisait ses études à l'Université de Tübingen et il est inhumé dans l'église de la collégiale Saint-Georges.

## Source de la traduction
- (de) Cet article est partiellement ou en totalité issu de l’article de Wikipédia en allemand intitulé « Rudolf von Braunschweig-Wolfenbüttel » (voir la liste des auteurs).